# Lakamanahalli, Dharwad
Lakamanahalli là một làng thuộc tehsil Dharwad, huyện Dharwad, bang Karnataka, Ấn Độ.